# Montagna di Lura
La Montagna di Lura (Montagne de Lure in francese) è una montagna delle Prealpi di Provenza alta 1.826 m.
Si trova nel dipartimento delle Alpi dell'Alta Provenza e nell'arrondissement di Forcalquier.